# Thibaudia steyermarkii
Thibaudia steyermarkii är en ljungväxtart som beskrevs av A. C. Smith. Thibaudia steyermarkii ingår i släktet Thibaudia och familjen ljungväxter. Inga underarter finns listade i Catalogue of Life.